# أبونيبو لينايين
أبونیبو لینايين (بالإنجليزية: Aponibolinayen)‏ في الأساطير الأفريقية هناك قصة عند التنغوين تعاكس القصة المعروفة. فهي تروي عن امرأة من البشر تنقل إلى السماء وتتزوج من الشمس.